# دانشگاه فنی ایلمناو

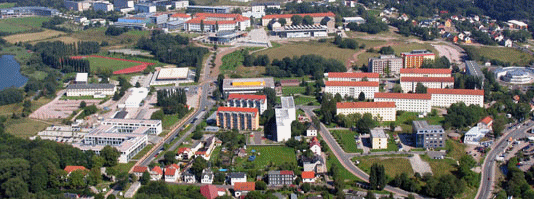
نگاره‌ای از پردیس دانشگاه

دانشگاه فنی ایلمناو (آلمانی: Technische Universität Ilmenau) دانشگاهی دولتی در شهر کوچک ایلمناو در ایالت تورینگن در شرق آلمان است. این دانشگاه در ۱۸۹۴ میلادی بنیان‌گذاری شده و دارای پنج دانشکده است. شمار دانشجویان آن حدود ۷۲۰۰ نفر است.
این دانشگاه تنها دانشگاه دارای عنوان «فنی» در ایالت تورینگن است.

## دانشکده‌ها
- دانشکدهٔ مهندسی برق و فناوری اطلاعات
- دانشکدهٔ دانش رایانه و خودرو
- دانشکدهٔ مهندسی مکانیک
- دانشکدهٔ ریاضیات و علوم طبیعی
- دانشکدهٔ علوم اقتصادی و رسانه